# 방효유
방효유(方孝孺, 원 지정(至正) 17년 (1357년) ~ 명 건문(建文) 4년 (1402년))는 명나라 초기의 학자다. 시호는 문정(文正)이고 자는 희직(希直) 또는 희고(希古)이며, 호는 손지(遜志)다. 방정학(方正學)이라고도 한다. 홍무제에게 등용된 후 여러 황족들의 사부가 되어 유학을 가르쳤는데, 특히 황태손 건문제의 두터운 신임을 받았고, 황제의 스승이자 정치적 참모로서 보필하였다.
1398년에 건문제가 즉위하자, 어린 황제의 권력을 강화하기 위하여 각지에 분봉되어 세력을 형성하고 있던 강력한 종실 제후들을 견제하고자 하였다. 이에 분노한 명 태조의 4남이자 건문제의 숙부로 북평을 다스리던 연왕 주체(燕王 朱棣)가 정난의 변을 일으켰으나, 그가 1402년 수도 남경을 함락하고 진행한 숙청 때에도 당대 최고의 학자로 존경받던 만큼 죽지 않고 회유를 받았다. 영락제가 자신의 즉위 조서를 지어 달라고 부탁했으나 이를 냉정히 거부했고, 격분한 영락제에게 십족을 멸하는 형벌을 받고 참살당했다. 《주례변정》(周禮辨正) 등 많은 저서들을 남겼으나, 영락제의 명으로 모두 소각되어 일부만이 현전한다.

## 생애

### 어린 시절
원나라 말엽인 1357년(지정 17년)에 절강성(浙江省) 영해현(寧海縣)에서 방극근(方克勤)의 아들로 태어났다. 어려서부터 문장과 시에 능하여, 당대(唐代)의 문장가 한유에 비교되어 소한자(小韓子)라는 별명을 얻기도 했다. 1376년(홍무 9년)에는 "4대 선생" 중 하나인 송렴(宋濂)의 제자가 되어, 그로부터 유학과 역사, 문학을 배웠다. 방효유는 송렴의 문하에서 점차 두각을 나타냈으나, 제자가 된 지 5년 뒤인 1381년 송렴이 홍무제의 대대적인 공신 숙청에 휘말려 귀양가 유배지에서 사망하면서 가르침이 끊어지게 되었다.
지식인들로부터 추천되어 한중교수(漢中敎授)의 직위에 올랐으나, 숙청된 옛 공신의 제자라는 점 때문에 중용되지는 못했다. 이 무렵 촉헌왕 주춘(蜀獻王 朱椿)에게 세자 주열렴(朱悅熑)의 사부로 초빙되었는데, 그의 독서실을 지어 주며 정학(正學)이라 불렀기 때문에 '정학선생'이라는 별칭을 얻었다. 이후 《주례변정》(周禮辨正)을 비롯하여 《손지재집》(遜志齋集, 총 24권) 등 여러 책들을 저술하는 한편, 황족 자제들의 교육에도 힘쓰는 등 왕성하게 활동하였다.

### 건문제의 충신

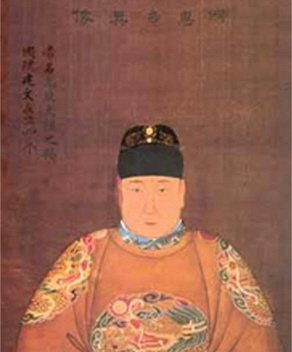
명나라 2대 황제 건문제 주윤문

1392년(홍무 25년) 4월에 평소에 병약하던 황태자 주표가 사망하자, 불과 15세이던 후궁 여씨 소생의 서장자인 황장손 주윤문이 황태손으로 책봉되었다. 황태손 주윤문을 지도할 스승으로는 젊은 유학자로서 명성이 자자하던 방효유를 비롯해 유삼오와 황자징(黃子澄), 제태(齊泰)가 낙점되었다., 방효유는 황태손의 사부로뿐만 아니라 정치적 참모로서의 역할을 겸하여, 주윤문이 든든한 차기 황제가 될 수 있도록 보필하였다. 그 결과, 방효유는 주윤문의 두터운 신임을 얻었다. 그러나 황태손 주윤문이 아직 성년이 되기도 전에 홍무제마저 병들자, 주윤문의 가장 큰 버팀목이 사라지면서 그의 입지는 흔들리게 되었다.
1398년(홍무 31년)에 홍무제가 승하하자, 황태손 주윤문이 건문제(建文帝)로서 제2대 황제로 즉위했다. 건문제의 즉위에 따라 평소 그에게 신임받던 방효유도 중용되어 시강학사(侍講學士)에 올랐다. 건문제의 고문이 된 방효유는 덕치에 의한 정치체제를 목표로 삼고 국정 개혁을 추진하였다. 방효유는 왕도를 밝히고 태평을 이룩하는 것이 자신의 임무라 생각하고 있었다. 방효유는 홍무제의 엄격한 정치를 유화 정치로 전환하였으며, 이에 따라 유생들의 지지를 얻을 수 있었다. 또한 황제 독재체제를 부분적으로 완화하기도 했다. 한편, 독서를 좋아한 건문제는 책을 읽으며 의문이 생길 때마다 방효유를 불러 풀이를 해 달라고 부탁했고, 나아가 나라의 큰일에 관해서도 모조리 그에게 자문을 구했다. 또한, 조정의 모든 대사들은 방효유를 직접 만나서 가부를 결정받도록 하였다.
당시 방효유와 건문제가 당면한 가장 시급한 문제는 새 황제의 나이가 아직 어리고 권력 기반이 약하다는 점이었다. 이를 염려한 방효유는 이 무렵 건문제에게 조언하는 의미에서 심려론(深慮論)을 지어 바쳤는데, 이 글에서 "화는 언제나 소홀하게 다룬 데서부터 일어나며, 난은 언제나 별로 의심할 것도 없는 일에서부터 일어난다."라고 주장하였다.
홍무제는 평소에 어린 황태손이 노련한 공신들에게 휘둘릴 것을 우려하여, 생전에 수많은 공신들을 학살하였다. 하지만 주변에 훌륭한 대신이 거의 남지 않게 되어, 건문제의 지지기반은 결과적으로 오히려 크게 상실되었다. 반면, 연왕 주체를 비롯하여, 각 변방에 포진해 있던 황제의 숙부들은 야심을 키우고 있었고, 막강한 군사력을 자랑하고 있었다.
남경의 조정에서는 고심 끝에 꾀를 내어, 이들을 한 명씩 황궁으로 불러들인 후 제거하기로 하였다. 하지만 성격이 유약했던 건문제는 숙부들을 핍박한다고 손가락질을 받을까 봐 적극적으로 찬동하지는 않았다. 그러나 방효유를 비롯한 여러 근황파 대신들이 간곡히 주청한 결과, 지방 번왕들의 영지로 첩자와 자객들이 파견되었으며, 그들의 언동을 비밀리에 감시하였다.

### 정난의 변

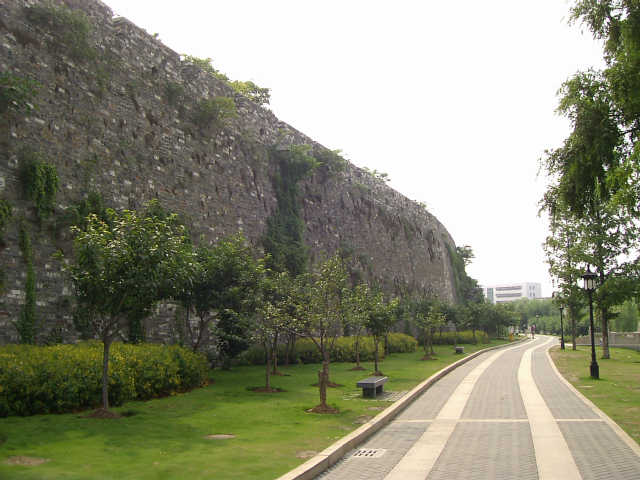
명나라 때 축조한 난징의 성벽

황제와 숙부들 사이에서 갈등이 증폭되고, 각지의 번왕들이 작위를 박탈당하는 일도 일어나자 마침내 북평을 다스리고 있었고 당시 홍무제의 아들들 중 가장 연장자였던 연왕 주체가 "황제를 에워싸고 있는 간신들을 처단하여 나라를 바로잡는다"는 명목 하에 정난의 변을 일으켰다.
황제의 군대는 수적으로는 우세하였으나, 홍무제의 숙청으로 많은 장수들이 제거되어 훌륭한 장수는 드물었다. 반면, 주체의 군대는 북방에서 오래 북원의 몽골족과 전투를 치러 실전 경험이 풍부하고 잘 훈련되어 사기가 드높았다. 한편, 주체의 책사 도연(道衍)은 주체에게 "성이 함락되어도 방효유는 절대로 투항하지 않을 것이니 죽이지 마십시오. 방효유를 죽이면 천하에 책 읽는 자가 끊어집니다!"라고 간청하였다.
4년에 걸친 치열한 전쟁의 결과, 결국 주체의 정예병이 황제의 군대를 격파했다. 패색이 짙어져 가자 장군이 부족한 탓에 전쟁과는 무관한 방효유마저 관군의 총사령관으로 차출되었으나, 전세를 역전시키기는 어려웠다. 1402년(건문 4년), 마침내 수도 남경이 함락당하자 건문제는 황궁에 불을 질렀는데 부인 효민양황후는 불에 타 죽은 시신으로 발견되었지만 건문제의 시신은 발견되지 않았다.

### 십족의 멸족

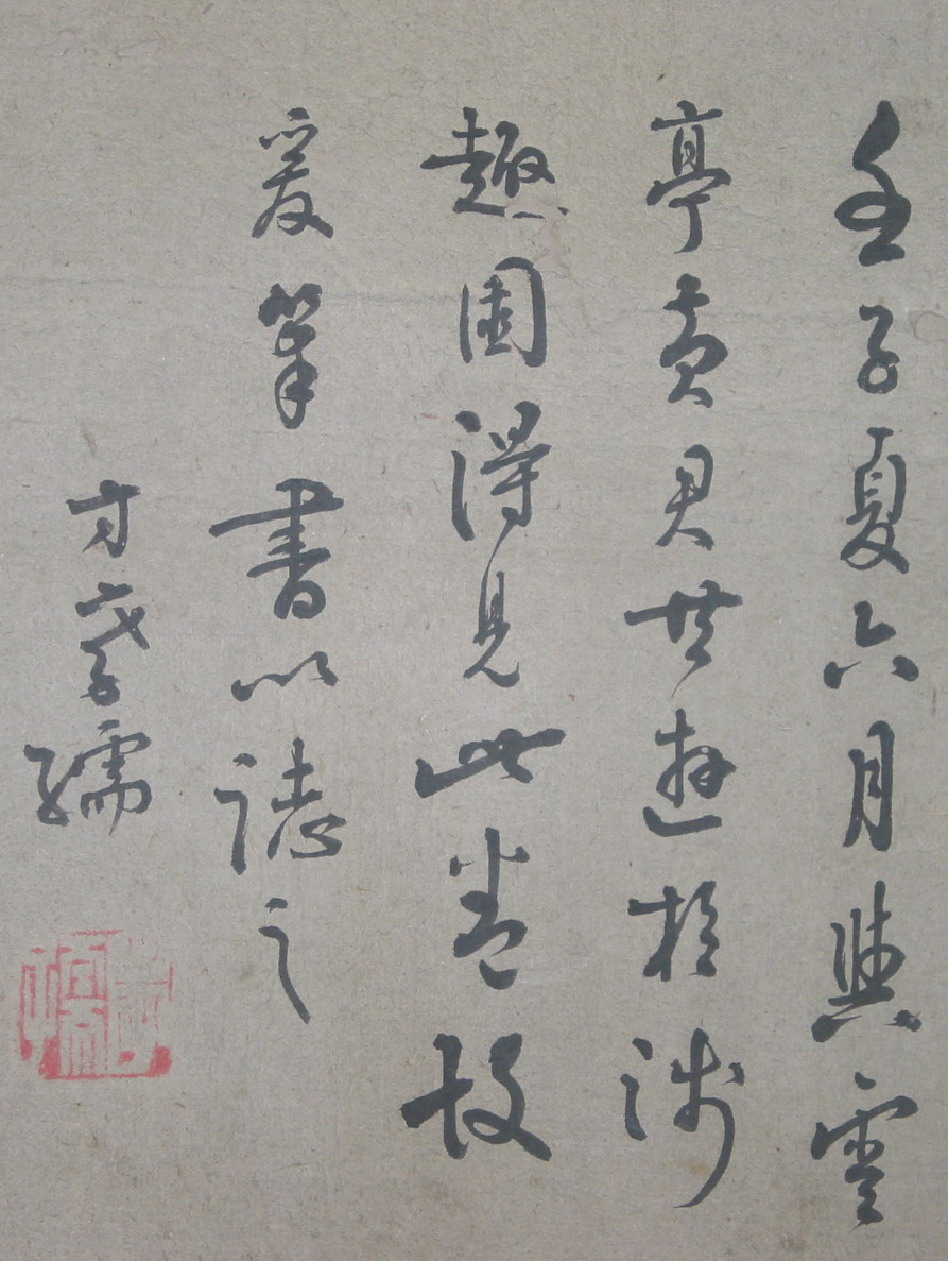
방효유의 필체

남경을 함락시킨 주체는 사흘 동안 궁궐 안을 샅샅이 뒤지며 건문제에게 충성하던 신하들을 거의 다 처형했다. 그러나 건문제의 스승이자 연왕 제거론의 주역이었던 방효유만큼은 그 학문적 명성과 권위를 의식하여 살려두었고, 궁문 앞에 엎드려 건문제를 애도했다는 이유로 옥에 가둔 후에도 정중하게 대우하였다. 주체는 당대의 대학자인 그를 회유하여 정난의 변으로 조카의 제위를 찬탈한 일의 당위성과 정통성을 어느 정도 회복하고, 유생들의 지지까지 얻고자 하였다.
하지만, 당시 방효유는 이미 경청(景淸)과 함께 건문제에게 남은 충성을 바치자고 결의하였다. 경청은 혼자 칼을 숨기고 입궁하였는데 주체가 이를 의심해 몸을 수색하여 칼을 찾아냈다. 연왕이 이를 문책하자, 경청은 옛 주인을 위해 복수하고자 했을 뿐이라고 답하였다. 격분한 연왕은 즉시 경청과 그 일족을 처형했으나, 방효유만큼은 정성껏 대접하였다.
주체는 방효유를 자신의 앞으로 데려왔는데, 방효유는 건문제에게 예를 다하려는 의미로 상복을 입고 있었다. 주체는 시종일관 부드러운 언변과 태도로 방효유에게 자신이 반란을 일으키게 된 동기를 설득하였다. 하지만 주체를 불신하고 건문제에게 충성을 지키려는 방효유의 자세는 한결같았다. 이때 주체와 방효유가 주고받은 문답은 다음과 같다.
| “ | 주체 : 그대는 주 성왕(周成王)을 보좌한 주공(周公)을 따라한 것에 지나지 않는다. 방효유 : 지금 성왕 은 어디에 있습니까? 주체 : 그는 스스로 몸에 불을 지르고 죽었다. 방효유 : 왜 성왕의 아들을 황제로 앉히지 않습니까? 주체 : 나라가 연장자를 군주로 모시기를 바라기 때문이다. 방효유 : 왜 성왕의 동생을 황제로 앉히지 않습니까? 주체 : 이는 내 집안일이니 선생은 걱정할 필요가 없다. | ” |

마침내 주체가 자신의 즉위 조서 초안을 작성해 달라 고 간곡히 부탁하며 지필묵을 주자, 방효유는 "연적찬위(燕賊纂位)"라는 글만을 적어냈다. 이에 격노한 주체가 방효유에게 구족을 멸하겠다 고 협박하였으나, 방효유는 "구족이 아니라 '십족(十族)'을 멸한다 해도 역적과 손잡을 수는 없다"고 맞받아쳤다.
이 말을 듣고 극도로 분노한 주체는 방효유의 입을 양쪽 귀밑까지 찢어놓고 두 귀를 잘라냈으나, 방효유는 부릅뜬 눈으로 주체를 쏘아보며 고통을 참아내기만 했다. 이어 주체는 방효유의 일가친척을 모조리 잡아들였다. 방효유의 혈족은 모두 형장으로 끌려나와 방효유가 보는 앞에서 한 사람씩 참살되었다. 이를 뜬눈으로 지켜보며 매번 조서를 쓸 것인지 협박을 받으면서도 방효유는 지조를 거두지 않았고, 숙청은 밤새 계속되었다.
마침내 주체는 방효유의 구족을 모두 참살하였으나, 그것으로 분을 삭이지 못하고 제자, 선후배, 친구, 문하생 등 방효유와 평소에 친분관계가 있었던 사람들까지 모두 잡아들인 후, 이를 '열 번째 일족'으로 규정하고 목을 벴다. 이로 인해 방효유와 연좌되어 참수된 사람은 모두 873명에 이르렀으며, 유배된 사람은 헤아릴 수 없었다. 이를 주련십족(誅連十族)이라고 한다. 방효유는 이 모든 일들을 강제로 하나하나 모두 지켜본 뒤에야 맨 마지막으로 처형되었다. 참수당하기 직전, 취보문(聚寶門) 밖으로 끌려가던 그는 다음의 절명시를 남긴다.
| “ | 하늘이 난리를 내리시어 흩게 되니 어찌 그 연유를 알소냐 삼강은 그 있던 곳이 바뀌고 사유(예의염치)는 행하여지지 않는다 골육끼리 서로 죽이며 친척을 일러 원수라고 하고 간신이 흉계를 얻어 나라를 농락하는구나 충신 분(憤)을 발(發)하여 피눈물 함께 흐른다 이제 임금을 따라 죽고자 하니 또 무엇을 바라랴 오호 통재라, 무릇 나의 잘못은 아니거늘. | ” |

저서로 《주례변정》, 《손지재집》, 《주례고차》(周禮考次), 《대역지사》(大易枝辭), 《무왕계서주》(武王戒書註), 《송사요언》(宋史要言), 《제왕기명록》(帝王基命錄), 《문통》(文統) 등이 있으나, 거의 영락제의 명으로 소각되고 지금은 《손지재집》과 문집 《방정학문집》(方正學文集)만이 전한다.

## 평가
영락제가 방효유의 십족을 멸하자 대부분의 유생들이 애석하게 여겼지만, 서슬 퍼런 강권 통치 앞에서 공공연히 진심을 드러내긴 어려웠다. 유교의 영향을 받은 한국, 일본 등에서는 대체로 방효유가 절개를 지킨 만고의 충신이라는 견해가 지배적이었다. 명나라도 후기부터는 방효유를 숭고한 충신으로 여겼으며, 남명의 홍광제는 방효유에게 문정(文正)이라는 시호를 올려주었다.
방효유가 세조가 어린 조카 단종의 왕위를 찬탈한 것을 비판하다 처형된 조선의 사육신과 비슷하다는 평가가 있다. 숙종은 사육신의 묘에 제사를 지내 주며 "(사)육신은 명나라의 방효유와 무엇이 다르겠는가?"라고 하였다.
일부에서는 너무나도 대쪽 같은 성격으로 인해 자신뿐만 아니라 천 명에 달하는 수많은 주변 친족, 일족들까지 잔인하게 죽게 되었다며 비판하기도 한다. 현대에 들어서서는, 러시아계 한국인 박노자 교수는 조선의 선비들이 절개의 으뜸으로 꼽았던 방효유가 성리학의 가장 큰 병폐를 노출시켰다고 비판했다. 그는 방효유의 도덕론이란 절대적 진리가 아니라 지배계급이 표방했던 하나의 명분론에 불과하다면서, 농민의 입장에서는 누가 세곡을 거둘 것인지의 문제가 별 상관이 있을까라며 의문을 표시했다.

## 가족
형과 아우를 비롯하여 두 아들을 두었지만, 주련십족으로 모두 처형되었기 때문에 공식적으로는 그의 가문은 단절되었다. 동생 방효우(方孝友)는 형을 만난 자리에서 다음과 같은 즉흥시를 지었다.
| “ | 형님은 어찌하여 눈물을 주루룩 흘리십니까? 의로움을 얻고 어짊을 이룸이 바로 여기 있거늘 돌기둥과 기둥머리는 천년 지나도 그대로일진대 그것에 기대어 우리 영혼은 함께 고향으로 돌아갑니다. | ” |

아내 정씨는 이를 미리 예견하고 음독자살하여 화를 면했다는 설도 있으나, 실제로는 남편의 처참한 모습을 보고 눈물을 흘리며 남편과 마찬가지로 곧은 절개를 지키다가 참수되었다.
- 부 : 방극근 (方克勤, 주원장의 부하 출신)
- 모 : 이름 미상
- 형 : 방효문 (方孝聞)
- 동생 : 방효우 (方孝友)
- 부인 : 정씨
  - 장남 : 방중헌 (方中憲)
  - 차남 : 방중유 (方中愈)
  - 딸 : 2명[주 10]

## 같이 보기
- 건문제
- 정난의 변
- 영락제

## 주해
1. ↑  주원장의 명나라 건국을 도운 4명의 유학자를 칭한다. 송렴, 유기(劉基), 장일, 섭침
2. ↑  禍常發於所忽之中, 而亂常起於不足疑之事.
3. ↑  주체는 방효유를 회유하기 위해 문하생이던 요용(廖鏞), 요명(廖銘)을 옥으로 보냈다. 이때 방효유의 대답은 "너희들은 나를 따라 공부한 지가 벌써 몇 년째인데 아직도 옳고 그름과 대의를 모르는가?"였다.
4. ↑  여기서 성왕은 주윤문을 가리킨다.
5. ↑  조서를 작성하는 데 대소 신료들이 하나같이 추천한 사람도 방효유였다.
6. ↑  연나라(燕, 북경의 별칭)의 도적이 제위를 찬탈하다
7. ↑  天降亂離兮孰知其由，三綱易位兮四維不修。骨肉相殘兮至親為仇，奸臣得計兮謀國用猶。忠臣發憤兮血淚交流，以此殉君兮抑又何求。嗚呼哀哉庶不我尤。
8. ↑  《정조실록》 행장에 "단을 쌓아 명의 방효유와 연자령(練子寧)의 높은 절의를 세상에 알림으로써 풍성(風聲)을 수립하기도 했다."는 기록이 있다.
9. ↑  阿兄何必淚潸潸, 取義成仁在此間。華表柱頭千載後, 旅魂依舊到家山
10. ↑  방효유의 딸들은 주련십족 당시 미성년이었는데, 회수(淮水)를 지나는 길에 붙잡히자 두 손을 맞잡고 물에 뛰어들어 죽었다.

## 참고 문헌
- 《명사》(明史) - 방효유전(方孝孺傳)
- 《명태조실록》(明太祖實錄)
- 《명태종실록》(明太宗實錄)